# Percy Spender

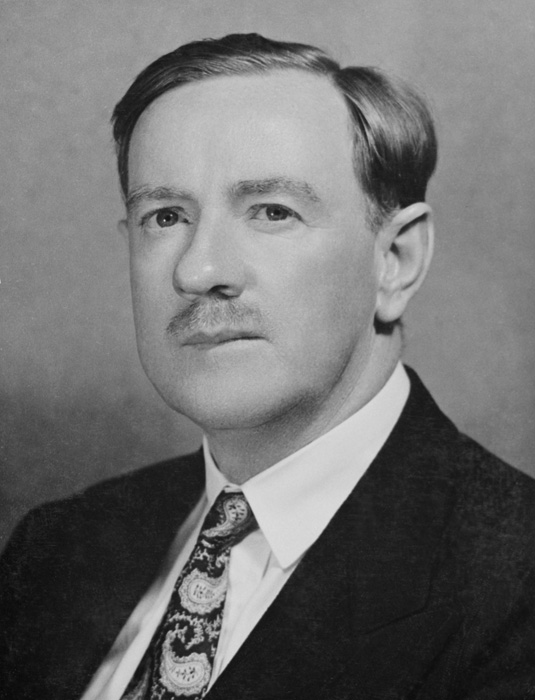
Percy Spender (1953)

Sir Percy Claude Spender, KCVO, KBE, KC (* 5. Oktober 1897 in Sydney, New South Wales; † 3. Mai 1985 ebenda) war ein australischer Politiker und unter anderem Außenminister des Landes.

## Frühes Leben
Spender wurde 1897 in Sydney geboren und besuchte die Universität Sydney. Im Jahr 1915 zog es ihn zum Commonwealth Public Service. Dort wurde er 1923 zur Abteilung für New South Wales bestimmt und im Jahr 1935 wurde er Kronanwalt.

## Politische Karriere
Bei den Bundeswahlen 1937 stieg Spender in das politische Geschehen Australiens ein. Für den Wahlkreis Warringah gelang ihm der Einzug in das Australische Repräsentantenhaus. Als Unabhängiger schlug er Sir Archdale Parkhill im Kampf um einen Sitz. Kurz nach seiner Wahl trat er in die regierende United Australia Party ein. Seinen Sitz behielt er bis zu seinem Ausscheiden aus der Bundespolitik im Jahre 1951. Nach der Auflösung der UAP war er ab 1944 Mitglied der Liberal Party of Australia.
In der Kriegs-Regierung um Robert Menzies hatte er mehrere Ministerposten inne. Von April bis November 1939 war er Minister ohne Geschäftsbereich und assistierte dem Schatzmeister Australiens. Von Januar bis März 1940 war er Vizepräsident des obersten Bundesgerichts. Bis Oktober 1940 war er selbst Schatzmeister und dann bis zum Sturz der Regierung um Arthur Fadden im Oktober 1941 Armeeminister. Dazu kam noch seine Tätigkeit im Wirtschaftskabinett (1939–1940), Kriegskabinett (1939–1941) und dem Kriegsrat (1940–1945).
Nach Menzies Rückkehr als Premierminister 1949 wurde Spender Außenminister. Diese Funktion übte er vom 19. Dezember 1949 bis zum 26. April 1951 aus. In dieser Position hatte er seinen größten Beitrag zur australischen Politik. Er führte die australische Delegation zur Konferenz des Commonwealth of Nations in Colombo, Sri Lanka und zur fünften Generalversammlung der Vereinten Nationen, deren Vize-Präsident er war.
Er hatte großen Anteil an der Entstehung des Colombo-Plans, der ursprünglich nach ihm „Spender-Plan“ genannt werden sollte. Zudem hat er entscheidende Beiträge zum ANZUS-Abkommen beigetragen. 
Spender wurde nach seinem Rückzug aus dem politischen Tagesgeschäft als Nachfolger von Norman Makin zweiter Botschafter Australiens in den USA (1951–1958). Als erster Australier war er von 1958 bis 1964 als Richter am internationalen Gerichtshof in Den Haag tätig, dessen Präsident er von 1964 bis 1967 war.
Spender galt als international hochangesehener Politiker. Ihm wurde der Verdienstorden von Italien verliehen und er erhielt zehn Ehrendoktor-Titel. Da er sich zuletzt mit Premier Menzies zerstritten hatte, blieb ihm die für ihn größte Ehrung verwehrt: der Beitritt zum Judicial Committee of the Privy Council. Spender starb im Mai 1985 im Alter von 87 Jahren in seiner Geburtsstadt.